# Unión General de Trabajadores (Argentina)
La Unión General de Trabajadores (UGT) fue una central sindical fundada en la Argentina en 1902. Se originó en el desprendimiento de varios sindicatos (albañiles, constructores de carruajes, mecánicos, sastres, etc.) de la recién creada FORA, por entonces aún con el nombre de FOA, instalándose de ese modo dos centrales sindicales en el país. La razón de la división se debió al enfrentamiento entre el sector anarquista, por un lado, contra los sectores socialista y sindicalista revolucionario, por el otro. Los primeros en la FORA, los segundos en la UGT.
A diferencia de lo decidido por la FORA en eso años (luego cambiaría), adhiriendo expresamente a la ideología anarquista, la UGT no adhirió a ninguna corriente ideológica, habilitando la participación de diversas corrientes sindicales, aunque en su Declaración de Principio, si invoca «el pensamiento de Carlos Marx: la emancipación de los trabajadores ha de ser obra de ellos mismos». 
Durante el breve lapso que existió la UGT, los sindicatos y dirigentes socialistas fueron desarrollando y creando en la Argentina la corriente sindicalista revolucionaria, inspirada en Sorel y la CGT francesa. Esta corriente y el socialismo serán las corrientes predominantes hasta la década del 40, en tanto que el anarquismo fue perdiendo importancia desde finales de la década del 10.
En 1909 la UGT se autodisolvió para fusionarse con otros sindicatos autónomos y crear la Confederación Obrera Regional Argentina (CORA). La CORA, a su vez, en 1914 se disolvería para integrarse a la FORA, como paso previo a que las corrientes sindicalista revolucionaria y socialista desplazaran de la conducción a los anarquistas, en el IX Congreso de 1915.